# Winnetou 2. Teil
Winnetou 2. Teil —título en traducible como «Winnetou. Segunda parte»— es un eurowestern  de 1964 dirigido por Harald Reinl y protagonizado por Lex Barker y Pierre Brice. Es fruto de una coproducción entre empresas de la República Federal Alemana, Yugoslavia, Italia y Francia. Es conocido en español con los títulos de Winnetou: La furia de los apaches y La carabina de plata. Está basado en la novela homónima de Karl May y fue realizado tras el éxito de El tesoro del lago de plata y Winnetou 1. Teil, por lo que es la tercera película de la serie sobre Winnetou rodada por Rialto Films. Se rodó en Eastmancolor y CinemaScope.

## Sinopsis
Winnetou salva Ribanna —hija de Tah-Sha-Tunga, jefe de los assiniboine— del ataque de un oso. A cambio, pide al jefe que libere a tres militares cautivos y que se una a las negociaciones de paz con el Ejército. Entre el jefe apache y la joven surge el amor. Mientras tanto, el teniente Merril y los dos soldados liberados son testigos de cómo un numeroso grupo de bandidos destruye por completo un poblado ponca. Cuando varios bandidos intentan matarlos, son salvados por Old Shatterhand y el Tío Gunstick. Este acompaña a los militares hasta el fuerte mientras el primero sigue la pista de los bandidos. Por el camino encuentra a su viejo conocido Lord Castlepool.
Old Shatterhand y Castlepool llegan hasta la explotación petrolífera de Forrester, que es el jefe de los bandidos. Allí son capturados e instigan una rebelión con ayuda de los trabajadores explotados por los bandidos. La batalla termina con el incendio de las instalaciones, la victoria de los bandidos y la huida de Shatterhand y Castlepool. Tras encontrarse con Winnetou, el británico se separa de los dos héroes y es capturado de nuevo por Forrester. Mientras tanto, el teniente Merril llega al fuerte e intenta convencer al coronel Merril, su reticente padre, de la conveniencia de negociar con los indios.
La conferencia de paz se complica por la noticia de la matanza de los poncas. Cuando la mayoría de los jefes indios opta por la guerra, el teniente Merril plantea una solución al comprometerse a casarse con Ribanna. El trato es aceptado por los indios para desesperación de Winnetou y Ribanna, que sacrifican su amor para conseguir la paz.
Old Shatterhand y Winnetou liberan a Castlepool mientras Forrester masacra una caravana de colonos para culpar de la matanza a los indios. Al investigar el hecho, los tres amigos se ven atacados por los bandidos, pero consiguen huir. Al mismo tiempo, el joven Merril y Ribanna capturan al bandido Luca y lo trasladan al poblado assiniboine con el fin de demostrar que fue Forrester al autor de la masacre. Los indios capturan a los bandidos que permanecen en el refugio de Forrester, pero Luca escapa y advierte a Forrester y el resto de la banda. Estos se dirigen al poblado indio, capturan a Merril y su esposa y se refugian en las cuevas. Allí se libra la última batalla, en la que soldados e indios acaban con los forajidos.

## Producción
Tras el éxito consecutivo de El tesoro del lago de plata y Winnetou 1. Teil, el productor Horst Wendlandt consideró que había que continuar explotando el éxito de la serie basada en los libros del lejano Oeste escritos por Karl May. Sobre todo teniendo en cuenta que su avispado competidor Artur Brauner había estrenado Old Shatterhand, película en la que Lex Barker y Pierre Brice encarnaban a los mismos personajes.
Para la nueva producción amplió la asociación con otras compañías, involucrando —además de la habitual productora yugoslava Jadran Film— a una empresa francesa y otra italiana. El habitual H.G. Petersson escribió el guion, adaptando muy libremente la novela de Karl May al igual que había hecho en las películas anteriores. Como director volvió a recurrir al eficaz Harald Reinl, buen conocedor de los gustos del público. Ernst W. Kalinke volvió a fotografiar en un espléndido Eastmancolor los preciosos paisajes yugoslavos y los nobles rostros de los héroes. A tal efecto se buscaron nuevos parajes, siendo el más llamativo de ellos las cuevas de Postojna, en Eslovenia. La banda sonora fue nuevamente obra de Martin Böttcher, quien insistió en los exitosos temas románticos que tanto agradaban al público alemán.

## Intérpretes y personajes
La película contó de nuevo con sus imprescindibles protagonistas: el neoyorkino Lex Barker, totalmente asentado en la cinematografía europea, interpretaría de nuevo al héroe Old Shatterhand; y el francés Pierre Brice encarnaría al regio jefe apache Winnetou. El papel del antagonista, en cambio, debía ser encargado a otro actor pues Santer —a diferencia de la novela— había muerto al final de Winnetou 1. Teil. Le sustituyó un nuevo villano llamado Forrester, que fue interpretado por el británico Anthony Steel. Para el papel de la hermosa Ribanna —que desatará la pasión tanto de Winnetou como del teniente Merril— se volvió a contar con Karin Dor, que ya había intervenido en otro papel en El tesoro del lago de plata. Sin duda ayudó a su recuperación el hecho de que fuera la esposa del director Harald Reinl.

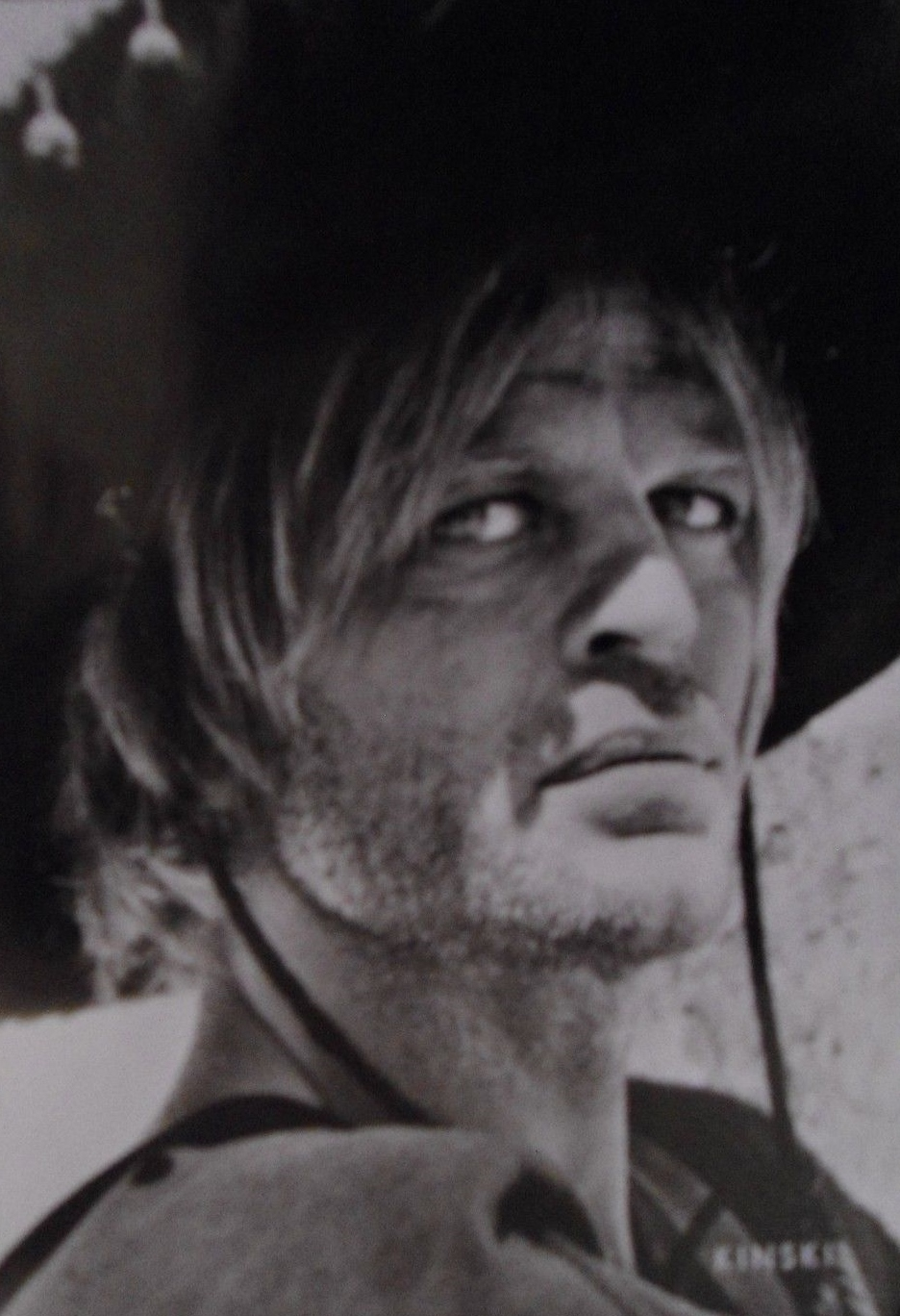
Klaus Kinski intervino ese mismo año en la seminal Por un puñado de dólares.

El actor cómico Eddie Arent repitió su papel de Lord Castlepool y el yugoslavo Mirko Boman el del explorador Tío Gunstick. Ambos habían intervenido en la primera película de la serie y de esta forma se mantenía una mayor continuidad y se compensaba la ausencia de Ralf Wolter en su habitual papel de Sam Hawkens. En uno de los muchos papeles secundarios que realizó antes de alcanzar el estrellato con Aguirre, der Zorn Gottes, se puede ver a Klaus Kinski. La parte italiana está representada por Renato Baldini y Mario Girotti, quien también se haría famoso años después con el éxito de Lo chiamavano Trinità.... Una jovencita Marie Noelle completa la participación francesa en un minúsculo papel. Actores yugoslavos completaron el reparto y nutrieron el filme de figurantes.

### Reparto
| - Lex Barker — Old Shatterhand - Karin Dor — Ribanna - Renato Baldini — Coronel Merril - Ilija Ivezic — Red - Djordje Nenadovic — Capitán Bruce | - Pierre Brice — Winnetou - Eddi Arent — Lord Castlepool - Mario Girotti — Teniente Merril - Velimir Hitil — Carter - Mirko Boman — Tío Gunstick | - Anthony Steel — Forrester - Klaus Kinski — Luca - Marie Noelle — Susan Merril - Stole Arandjelovic — César - Rikard Brzeska — Tah-Sha-Tunga |